# Alliancen af Liberale og Demokrater for Europa
 Denne artikel omhandler gruppen Alliancen af Liberale og Demokrater for Europa. Opslagsordet har også en anden betydning, se Alliancen af Liberale og Demokrater for Europa (parti).
Gruppen Alliancen af Liberale og Demokrater for Europa (ALDE/ADLE) (engelsk: Alliance of Liberals and Democrats for Europe, fransk: Alliance des Démocrates et des Libéraux pour l'Europe) var en alliance mellem to europæiske politiske partier, nemlig Alliancen af Liberale og Demokrater for Europa (parti) (ALDE) og Det Europæiske Demokratiske Parti (EDP). Det var den tredjestørste politiske gruppe i Europa-Parlamentet med 84 medlemmer fordelt på 22 lande. ALDE var også repræsenteret i Regionsudvalget, Europarådets Parlamentariske Forsamling og NATO's Parlamentariske Forsamling.

## Historie
På mødet i Det Europæiske Liberale og Demokratiske Partis parlamentariske gruppe, som fandt sted i Bruxelles den 13. juli 2004, vedtog man en henstilling om at oprette en ny gruppe sammen med medlemmer af Europa-Parlamentet fra Det Europæiske Demokratiske Parti, der var grundlagt af François Bayrous UDF, Arbejderpartiet i Litauen og det italienske La Margherita. De to europæiske politiske partier er fortsat separate partier uden for Europa-Parlamentet. Den oprindelige gruppe bestod af 88 medlemmer.
På ALDE-Gruppens stiftelsesmøde, som fandt sted umiddelbart efter ELDR-mødet, blev medlem af Europa-Parlamentet for det britiske Liberale Demokratiske Parti Graham Watson valgt til gruppeleder. Man vedtog også et 10-punktsprogram for Europa.

## Medlemmer
De sidste danske medlemmer af ALDE-gruppen var blandt andre:
- Morten Helveg Petersen (Radikale Venstre)
- Jens Rohde (Radikale Venstre)
- Ulla Tørnæs (Venstre) (afløst af Morten Løkkegaard (V) den 3. marts 2016).

Ulla Tørnæs blev minister for uddannelse og forskning den 29. februar 2016. Den samme dag forlod hun Europa-Parlamentet. Den 3. marts 2016 blev mandatet overtaget af Morten Løkkegaard (V).